# Gripe-erőd
A Gripe-erőd egy újkori erődkomplexum Horvátországban, a Split-Dalmácia megyei Split város központjában.

## Fekvése
Az erőd a városközponttól keletre, a Gripe-dombon található, amely ma a Lučac-Manuš városrészhez tartozik.

## Története
A kora középkorban Split városát a Diocletianus-palota falai védték, a város ezeken belül települt. A belváros bővítésével további középkori erődítmények építésére volt szükség.
A törökök Balkánra való behatolásával és az ágyúk bevetésével végzett újfajta hadviselés bevezetésével Split meglevő védőfalai már nem voltak alkalmasak ágyúk elleni védekezésre. A Velencei Köztársaság és az Oszmán Birodalom közötti kandiai háború (1645–1669) során háborús műveleteket folytattak Dalmácia területén.
1648-ban a velenceiek a splitiek segítségével visszafoglalták Klisszát, de ez nem sokat segített Spliten, amely még mindig ki volt téve a török támadásoknak (a várost először 1645-ben támadták meg). A város biztonságát állandóan veszélyeztette a Gripe-domb, ahonnan elfogása esetén a törökök ágyúkkal lőhették volna szét a várost. Ezért Split lakói arra kérték a velencei hatóságokat, hogy építsenek egy korszerű erődöt erre a helyre, amely majd megvédi Splitet a támadásoktól.
Velence végül úgy döntött, hogy teljesíti a spliti lakosság kéréseit, és földdel feltöltött bástyák (terrapienata) rendszerével új városi erődítmények megépítését rendelte el, amelyeket erős falakkal (cortina) kötnek össze. Egyúttal elrendelték a szintén földbástyás rendszerű Gripe-erőd megépítését is. A város megerősítésével és az erőd megépítésével Alessandro Magli hadmérnököt bízták meg.
Még az erőd építése alatt, 1657-ben a török hadsereg megtámadta Splitet, és elfoglalta a még befejezetlen erődöt. Az erőd török megszállására válaszul a splitiek ellentámadást indítottak és visszafoglalták a Gripét. Másnap a törökök maga a város ellen támadtak, de kisebb számú spliti polgárságnak sikerült legyőzni őket, visszavonulásra kényszerítve a támadókat. 1657. június 18-án a törökök ismét megpróbálták elfoglalni a Gripe erődítményét, de a spliti emberek, akiknek a trogiriak, bračiak és hvariak segítettek a török támadást ismét visszaverték. Másnap a még befejezetlen bástya oldaláról támadta török az erődöt. Sikerült is elfoglalniuk, de a spliti népnek a velencei hadsereg és szövetségesei segítségével sikerült ismét visszaverni őket. A támadások június 21-ig folytatódtak, amikor a cattarói velencei flotta Split segítségére sietett. Később az erődön belül laktanyát építettek az osztrák hadsereg számára.

## Az erőd mai állapota
Ma a Gripe-erődön belül található a Horvát Tengerészeti Múzeum, a Horvát Állami Levéltár, és koncerteket is rendeznek benne.

## Fordítás
Ez a szócikk részben vagy egészben  a   Tvrđava Gripe című horvát Wikipédia-szócikk ezen változatának fordításán alapul.  Az eredeti cikk szerkesztőit annak laptörténete sorolja fel. Ez a jelzés csupán a megfogalmazás eredetét és a szerzői jogokat jelzi, nem szolgál a cikkben szereplő információk forrásmegjelöléseként.